# Prievidza
Prievidza (deutsch Priwitz, ungarisch Privigye) ist eine mittelgroße Stadt in der Slowakei mit 42.429 Einwohnern (Stand 31. Dezember 2024). Sie liegt im Trenčiansky kraj und ist Sitz des gleichnamigen Okres.

## Geographie

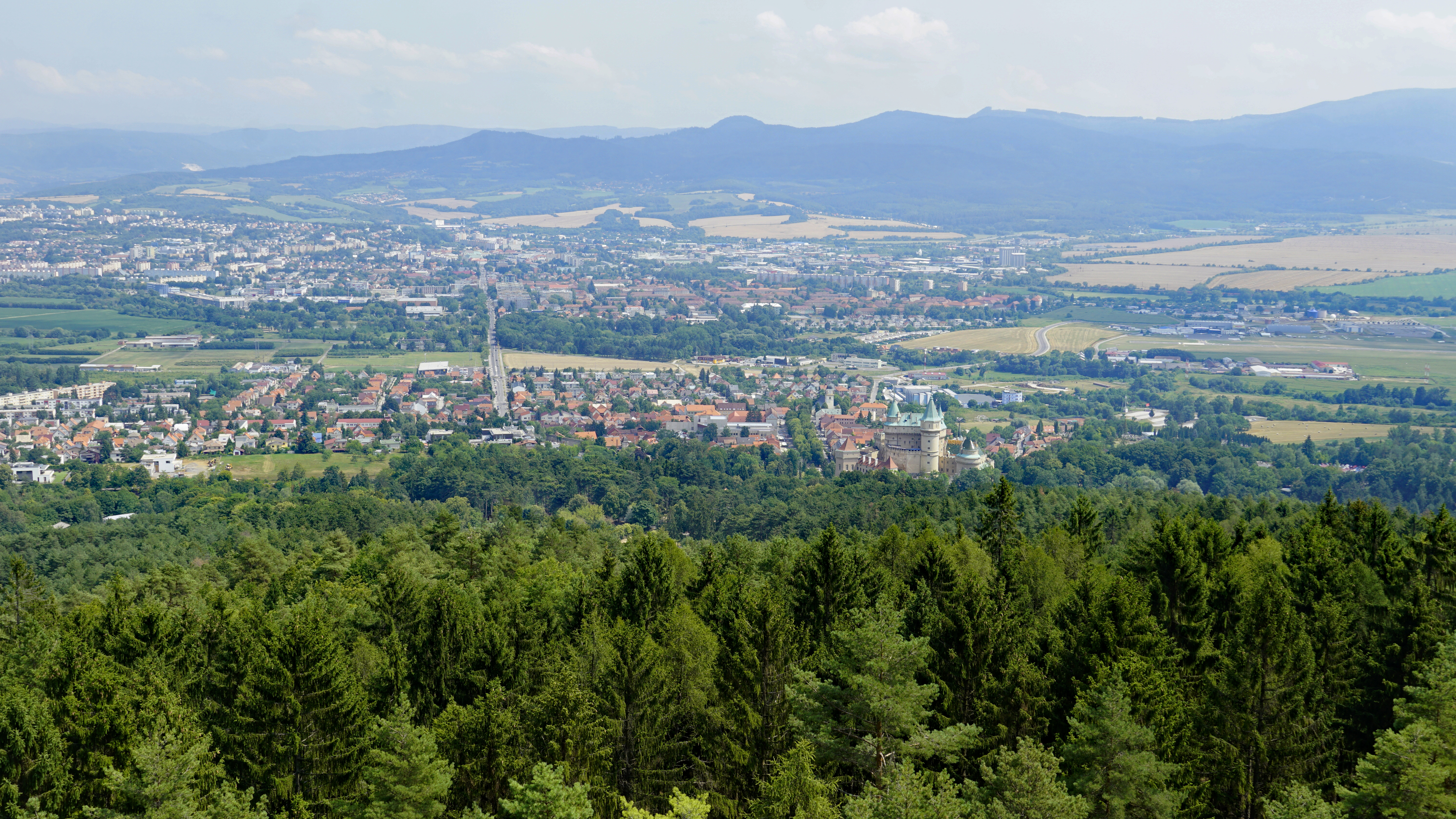
Blick auf Bojnice und Prievidza (im Hintergrund)

Die Stadt befindet sich am Übergang von der West- in die Mittelslowakei im Mittelteil des Talkessels Hornonitrianska kotlina, oberhalb des Zusammenflusses der Nitra mit der linksseitigen Handlovka und ist von den Gebirgen Žiar, Vtáčnik und dem Gebirgsstock Malá Magura in den Strážovské vrchy umschlossen. Das Stadtzentrum liegt auf einer Höhe von 280 m n.m. und ist 50 Kilometer von Martin, 61 Kilometer von Žilina, 64 Kilometer von Trenčín, 70 Kilometer von Banská Bystrica sowie ungefähr 160 Kilometer von Bratislava entfernt (Straßenentfernungen).
Es existieren folgende fünf Stadtteile:
1. Staré mesto („Altstadt“)
2. Píly
3. Necpaly (1945 eingemeindet)
4. Kopanice
5. Stadtviertel: Hradec (1964 eingemeindet), Malá Lehôtka (1964 eingemeindet), Veľká Lehôtka (1976 eingemeindet)

Nachbargemeinden von Prievidza sind Lazany und Nedožery-Brezany (Ortsteil Brezany) im Norden, Malá Čausa im Nordosten, Veľká Čausa im Osten, Chrenovec-Brusno, Handlová (Stadtteile Morovno und Handlová) und Cigeľ im Südosten, Sebedražie im Süden, Koš und Opatovce nad Nitrou im Südwesten und Bojnice im Westen und Nordwesten.

## Geschichte

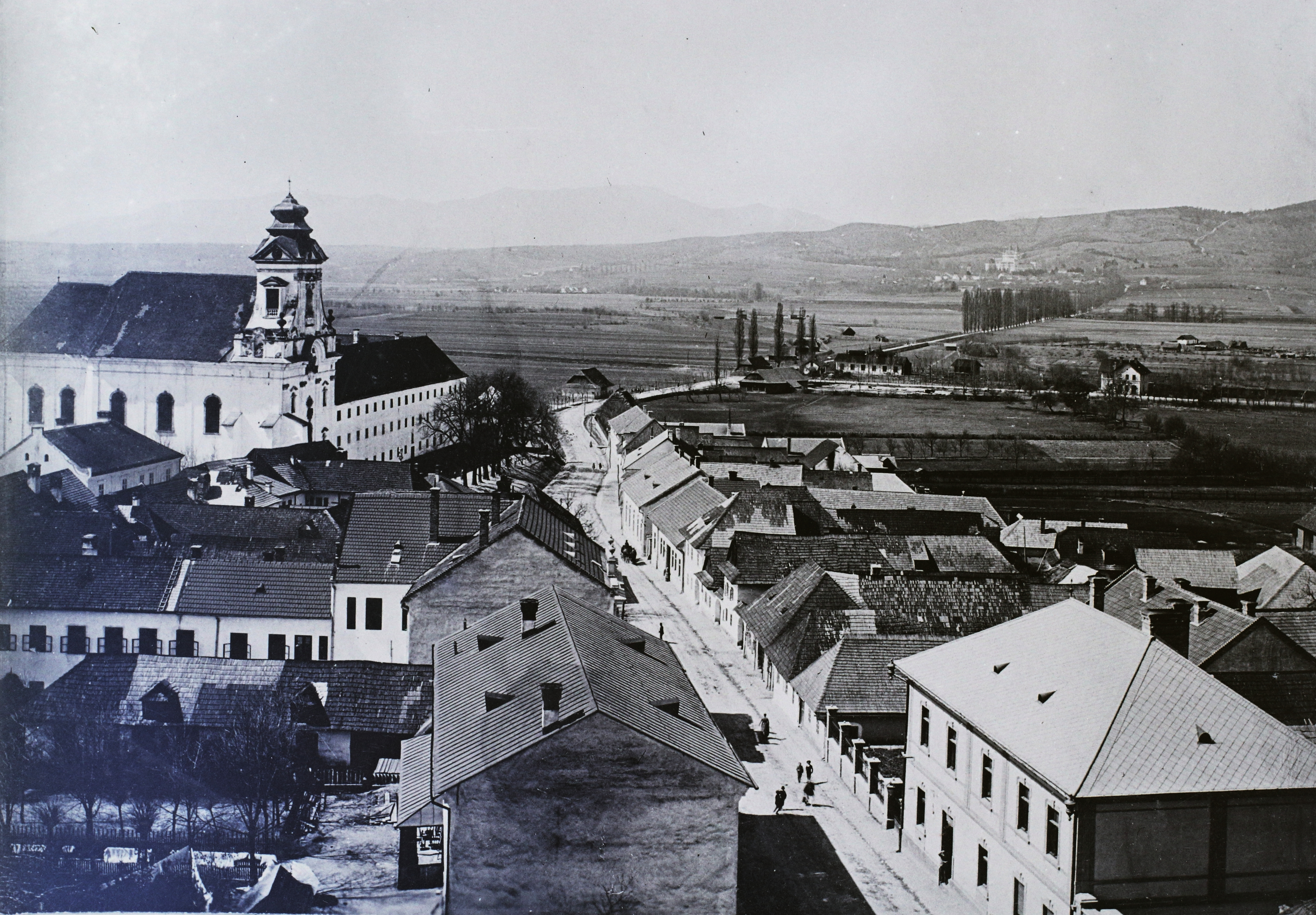
Alte Ansicht der Piaristenkirche und des Gymnasiums, 1906

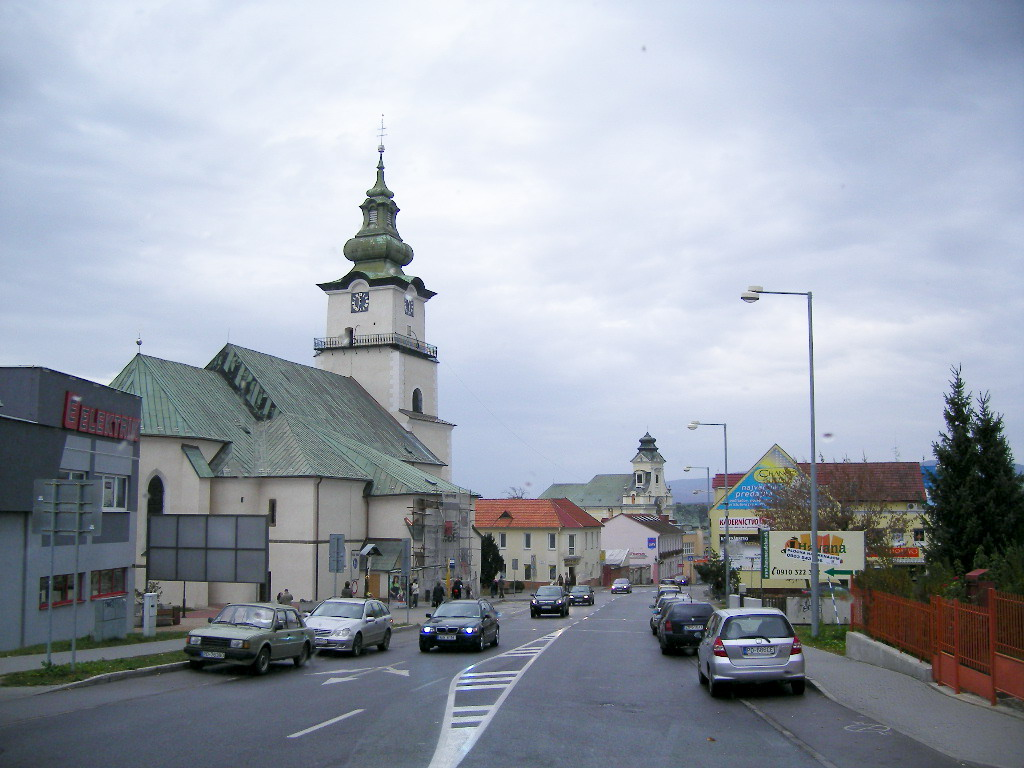
Zentrum von Prievidza mit St. Bartholomäus und Dreifaltigkeitskirche (hinten)

Die Gegend wurde schon in der Altsteinzeit besiedelt, wie archäologische Funde in Bojnice und Prievidza zeigen. Die Burgstätte in Hradec war von verschiedenen Völkern, unter anderen Kelten, Dakern und Angehörigen der Puchauer Kultur bewohnt. In der Zeit der Völkerwanderung kamen die Slawen in das Gebiet.
Prievidza wurde 1113 zum ersten Mal in einer Urkunde des ungarischen Königs Koloman, die ein Güterverzeichnis des Klosters Zobor enthält, als Preuigan schriftlich erwähnt. Die Stadt wurde im 14. Jahrhundert von deutschen Siedlern gegründet.  Auf dem Marián-Hügel wurden 40.000 Jahre alte mesolithische Funde des Neandertalers ausgegraben. Die Siedlung wurde bereits im 6. Jahrhundert von Slawen bewohnt. Hier wurden Friedhöfe aus dem 9. Jahrhundert bis zum 12. Jahrhundert ausgegraben. Der Überlieferung nach baute hier der mährische Fürst Pribina seine erste Kirche. Es erhielt seine Privilegien von Königin Mária im Jahr 1382 und verfügte zu dieser Zeit bereits über einen reichen Goldbergbau, später entwickelten sich die Textilindustrie und die Holzindustrie. 1276 befand sich hier eine Burg, damals castrum Preuge genannt, die abwechselnd der ungarischen Krone, dem Geschlecht Pázmány und dem Oligarchen Matthäus Csák gehörte. Sie ging nach 1321 unter. Danach besaß Prievidza einige Rechte und übte z. B. freie Anwaltschaft aus und genoss wirtschaftliche Rechte, wurde aber nie zu einer königlichen Freistadt erhoben und blieb im Herrschaftsgebiet der nahen Burg Weinitz. 1415 erhielt die Stadt das Marktrecht. In den folgenden Jahrhunderten hatte die Stadt einen handwerklich-landwirtschaftlichen Charakter, mit Zünften der Metzger, Bäcker, Schmiede, Schneider, Leineweber, Hutmacher, Schlosser, Schuster, Kürschner, Maurer und Knopfmacher.
Im 16. und 17. Jahrhundert, als die Familie Thurzo die Burgherrschaft Weinitz kontrollierte, drängten Ideen der Reformation ein. 1599 erreichten osmanische Truppen die Gegend und verwüsteten sie, auch während der Standesaufstände wurde die Stadt mehrfach in Mitleidenschaft gezogen, so wie beim Aufstand von Emmerich Thököly, als Prievidza 1678 in Brand gesetzt wurde. Unter anderem ging ein beträchtlicher Teil des Stadtarchivs verloren.
1666 ließen sich die Piaristen in Prievidza nieder und bauten eine Kirche und ein Kloster, das später zum Zentrum der Kultur und Bildung wurde, auf. Im 18. Jahrhundert kam es zur Konsolidierung des wirtschaftlichen Lebens in der Stadt, 1753 waren 246 von 394 besteuerten Haushalten im Handwerk oder Handel beschäftigt. Nach einem längeren Streit mit der Burgherrschaft Weinitz wurden 1765–1770 die letzten Privilegien der Bürger für nichtig erklärt. 1828 zählte man in der Stadt 350 Häuser und 2469 Einwohner. 1896 erhielt Prievidza zum ersten Mal einen Eisenbahnanschluss, Ende des 19. Jahrhunderts begannen auch Industriebetriebe in der Stadt Fuß zu fassen. Insbesondere die Zeit nach dem Ausgleich von 1867 ist durch die Magyarisierung des öffentlichen Lebens, die bis zum Ende des Königreichs Ungarn nach dem Ersten Weltkrieg dauerte, gekennzeichnet.
Bis 1918 gehörte die im Komitat Neutra liegende Stadt zum Königreich Ungarn und kam anhand des Vertrags von Trianon zur Tschechoslowakei beziehungsweise heute Slowakei. Im Jahr 1942 wurden 412 ortsansässige Juden Opfer des Holocaust. Während des Zweiten Weltkriegs konnten die Partisanen gleich nach dem Ausbruch des Slowakischen Nationalaufstands die Kontrolle über die Stadt übernehmen, bevor sie durch NS-deutsche Truppen vertrieben wurden. Die Truppen der 2. Ukrainischen Front befreiten die Stadt am 4. April 1945.

## Politik

### Bürgermeister
- Seit 2010 Katarína Macháčková (Demokrati)
- 2002–2010 Ján Bodnár (HZDS)

## Bevölkerung
| Jahr:                | 1994.  | 2004.   | 2014.   | 2024.    |
| -------------------- | ------ | ------- | ------- | -------- |
| Anzahl der Personen: | 54.427 | 51.596  | 47.574  | 42.429   |
| Unterschied:         |        | -5,20 % | -7,79 % | -10,81 % |

| Jahr:                | 2023.  | 2024.   |
| -------------------- | ------ | ------- |
| Anzahl der Personen: | 42.980 | 42.429  |
| Unterschied:         |        | -1,28 % |

Nach der Volkszählung 2011 wohnten in Prievidza 48.978 Einwohner, davon 42.941 Slowaken, 313 Tschechen, 152 Magyaren, jeweils 72 Deutsche und Roma, 40 Mährer, 31 Polen, 28 Ukrainer, 22 Russen, 14 Russinen, acht Kroaten, sieben Serben, fünf Bulgaren und drei Juden. 112 Einwohner gaben eine andere Ethnie an und 5158 Einwohner machten keine Angabe zur Ethnie.
25.314 Einwohner bekannten sich zur römisch-katholischen Kirche, 875 Einwohner zur Evangelischen Kirche A. B., 221 Einwohner zu den Zeugen Jehovas, jeweils 169 Einwohner zu den christlichen Gemeinden und zur griechisch-katholischen Kirche, 69 Einwohner zur orthodoxen Kirche, 62 Einwohner zur reformierten Kirche, 53 Einwohner zur evangelisch-methodistischen Kirche, 25 Einwohner zur tschechoslowakischen hussitischen Kirche, 20 Einwohner zur jüdischen Gemeinde, 15 Einwohner zur altkatholischen Kirche, jeweils 13 Einwohner zur Bahai-Religion, zu den Mormonen und zu Siebenten-Tags-Adventisten, neun Einwohner zur apostolischen Kirche, fünf Einwohner zu den Baptisten und vier Einwohner zu den Brethren. 352 Einwohner bekannten sich zu einer anderen Konfession, 13.435 Einwohner waren konfessionslos und bei 8142 Einwohnern wurde die Konfession nicht ermittelt.

## Bauwerke und Denkmäler

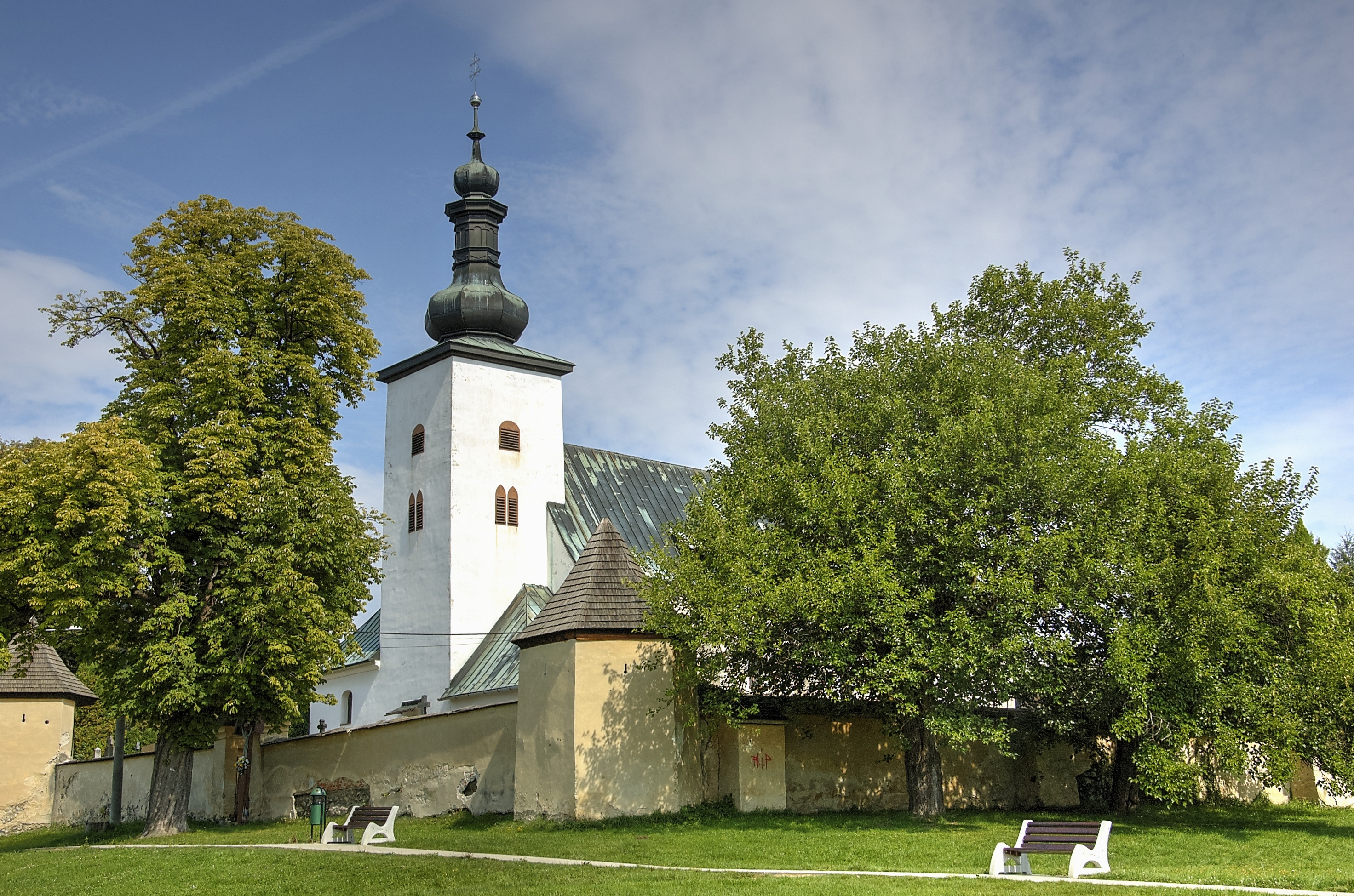
Kirche Mariä Himmelfahrt in Prievidza

In Prievidza stehen neben anderen Objekten drei bemerkenswerte Kirchen unter Denkmalschutz. Im Stadtzentrum steht die barocke Kirche der Heiligen Dreifaltigkeit, häufig auch Piaristische Kirche genannt, deren Bau 1666 begann und 1740–1753 vollendet wurde. An die Kirche ist ein Klostergebäude angeschlossen, heute Sitz eine Grundschule mit Gymnasium. Weiter steht hier die Pfarrkirche St. Bartholomäus aus dem ersten Drittel des 14. Jahrhunderts. Die Kirche Mariä Himmelfahrt aus dem 13. Jahrhundert ist östlich des Stadtzentrums zu finden und war einmal Teil der mittelalterlichen Burg. Heute ist sie ein Wallfahrtsort.
Die Bürgerhäuser am Hauptplatz, der Námestie slobody, deutsch Freiheitsplatz, und in den umliegenden Gassen sind vorwiegend im Stil der Renaissance und des Barocks gestaltet. Weiter steht in der Stadt eine Mariensäule vor der Pfarrkirche aus dem Jahr 1693, eine Dreifaltigkeitssäule aus dem Jahr 1739, Nepomuk- und Floriansstatuen aus den Jahren 1757 und 1787 sowie eine Kyrill-und-Method-Statue aus dem Jahr 1998. An die Gefallenen im Slowakischen Nationalaufstand erinnert ein Denkmal aus den frühen 1950er Jahren.
Seit 2005 ist der Lokschuppen aus den Jahren 1912–1913 als nationales Kulturdenkmal geschützt.

## Wirtschaft
Prievidza ist die Stadt mit der größten Verkaufsfläche im Verhältnis zur Einwohnerzahl in der Slowakei.
Prievidza ist ein bedeutender Verwaltungssitz, außerdem haben sich zahlreiche Wirtschaftsunternehmen, vor allem aus dem Bankensektor angesiedelt.
Die Stadt ist zudem Sitz des Bergbauunternehmens HBP (Hornonitrianske Bane Prievidza). Das Unternehmen ist der bedeutendste Braunkohlenförderer in der Slowakei. Es betreibt drei Gruben im Umfeld von Prievidza: in Handlová, Cigeľ und Nováky. Die Förderleistung belief sich 2005 auf 2,3 Mill. Tonnen, die Zahl der Beschäftigten auf etwa 4.400. Außerdem befinden sich viele kulturelle Einrichtungen und Schulen in der Stadt.

## Sport
Prievidza ist Sitz des Basketballclubs BC Prievidza, des Eishockeyclubs HC Prievidza, des Fußballclubs FC Baník Prievidza und des Volleyballclubs VK Prievidza.

## Verkehr

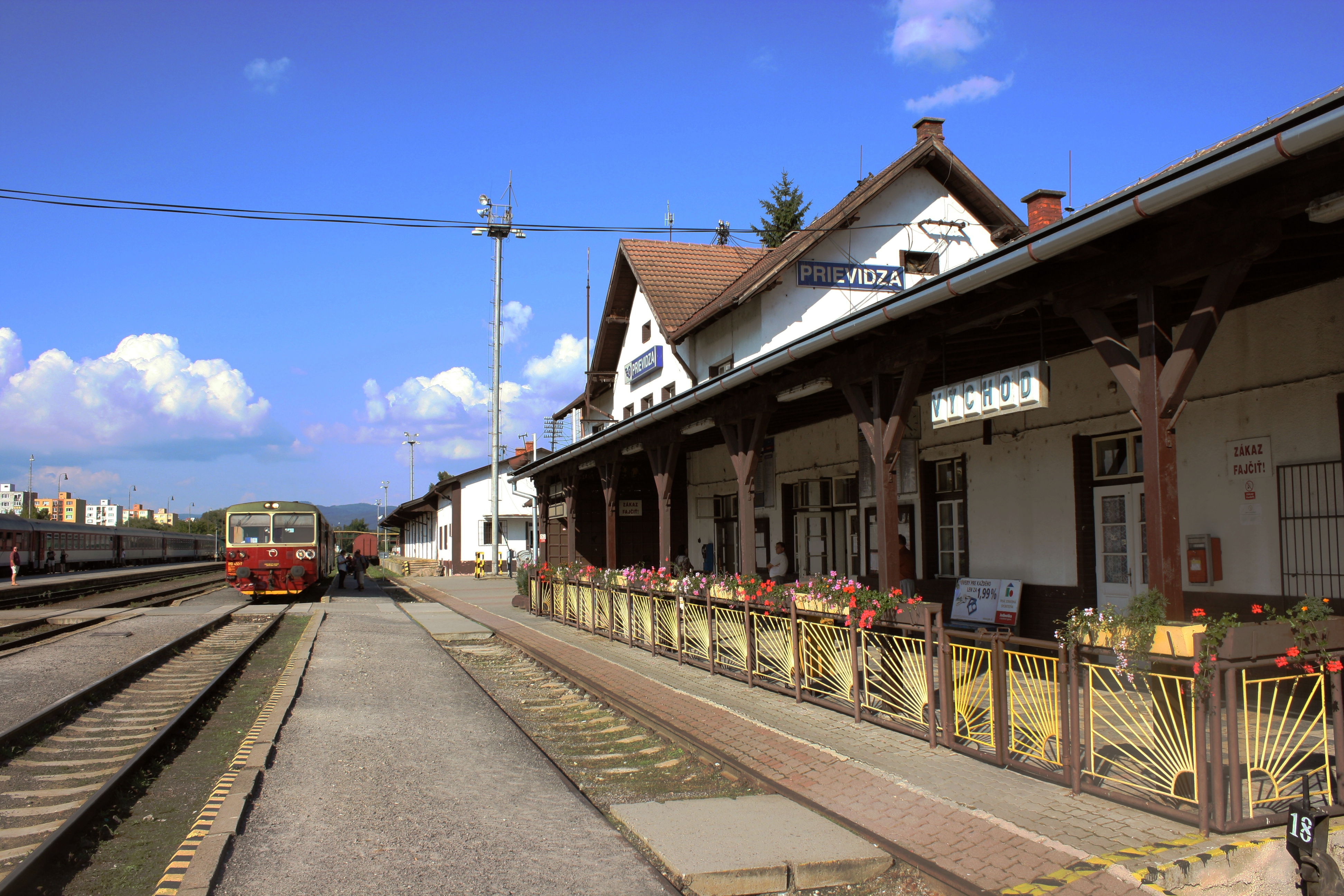
Bahnhof Prievidza

Durch Prievidza verlaufen die Cesta I. triedy 9 („Straße 1. Ordnung“, E 572) von der tschechischen Grenze bei Drietoma nach Žiar nad Hronom sowie die Cesta I. triedy 64 von der ungarischen Grenze bei Komárno und Nitra und weiter nach Žilina. Langfristig ist der Bau der Schnellstraße R2 geplant. Die Stadt hat einen Bahnhof an den Bahnstrecken Veľké Bielice–Nitrianske Pravno und Horná Štubňa–Prievidza, mit mehreren täglichen Zugverbindungen. Der Streckenteil nach Nitrianske Pravno ist seit 2012 ohne Personenverkehr. Der Busbahnhof liegt unmittelbar östlich des Bahnhofs. Der ÖPNV erfolgt ausschließlich durch Buslinien des Betreibers SAD Prievidza, mit Einbeziehung der Nachbarstadt Bojnice.
Südwestlich der Stadt befindet sich der Flughafen Prievidza (ICAO-Code: LZPE) und dient überwiegend dem Sportflug, darunter auch Segelflug. Dort ist der Ultraleicht-Flugzeug Hersteller [Aerospool] beheimatet.

## Städtepartnerschaften
Partnerstädte von Prievidza sind
| - Ibbenbüren (Deutschland, Nordrhein-Westfalen) - Luserna San Giovanni (Italien, Piemont) - Šumperk (Tschechien) | - Valjevo (Serbien) - Velenje (Slowenien) - Jastrzębie-Zdrój (Polen) |

## Persönlichkeiten
- Ladislav Stanček (* 7. Februar 1898 in Prievidza; † 15. April 1979 ebenda), slowakischer Komponist, Chordirigent und Organist
- Jan Pásztor (* 27. Januar 1912 in Prievidza; † 8. November 1988 in Nitra), Bischof von Nitra (1973–1988)
- Cornel Wilde (* 13. Oktober 1915 in Prievidza; † 16. Oktober 1989 in Los Angeles), Schauspieler und Filmregisseur
- Štefan Uher (* 4. Juli 1930 in Prievidza; † 29. März 1993 in Bratislava), Filmregisseur
- Lenka Lomnička (* 28. Juni 1994 in Prievidza), Fußballspielerin
- Dávid Hancko (* 13. Dezember 1997 in Prievidza), Fußballspieler
- Ema Magdinová (* 4. Januar 1999 in Prievidza), Volleyballspielerin